# Ectopimorpha luperinae
Ectopimorpha luperinae är en stekelart som beskrevs av Joseph Augustine Cushman 1931. Ectopimorpha luperinae ingår i släktet Ectopimorpha och familjen brokparasitsteklar. Inga underarter finns listade i Catalogue of Life.